# برنته
برنته (به مجاری:  Berente) یک شهرداری در مجارستان است که در ناحیه کازینتس‌بارتسیکا واقع شده‌است. برنته ۹٫۲ کیلومتر مربع مساحت و ۱٬۰۶۹ نفر جمعیت دارد.